# Littorio (1937)
Littorio (30 lipca 1943 roku przemianowany na Italia) – włoski pancernik typu Littorio (zwanego też typem Vittorio Veneto) z okresu II wojny światowej.

## Projektowanie i budowa
Postanowienia konferencji londyńskiej z 1930 roku umożliwiły Włochom budowę nowych okrętów liniowych mieszczących się w ogólnym limicie tonażu wynoszącym 70 000 ton. Początkowo Włosi planowali budowę trzech mniejszych i słabiej uzbrojonych okrętów, jednak po rozpoczęciu przez Francję, największego rywala Włoch w basenie Morza Śródziemnego, budowy dwóch pancerników typu Dunkerque postanowiono zaprojektować również dwie jednostki o maksymalnej dopuszczalnej wyporności po 35 000 ton, uzbrojone w dziewięć dział kalibru 381 mm.
W rzeczywistości dopuszczalna wyporność okrętów została znacznie przekroczona i wynosiła ponad 40 000 ton. Ponieważ jednak Włochy nie podpisały w 1936 roku drugiego traktatu londyńskiego, budowniczy przestali być ograniczani zobowiązaniami traktatowymi i uzyskali swobodę w planowaniu wyposażania pancerników. Dowództwo Regia Marina zdecydowało wtedy również o budowie kolejnej pary okrętów typu Littorio, o nieco zwiększonych wymiarach.
Autorem koncepcji nowych pancerników był generalny inspektor włoskiej marynarki wojennej, gen. Umberto Pugliese. On też był pomysłodawcą systemu biernej ochrony podwodnej części okrętów, nazwanego od jego nazwiska. Polegał on na umieszczeniu w dolnej części kadłuba półokrągłego cienkiego pancerza, wypełnionego paliwem, wewnątrz którego z kolei znajdował się pusty cylinder, podzielony grodziami na przedziały wodoszczelne. W założeniu cylinder miał pochłaniać energię wybuchu i nie dopuszczać do przerwania pancerza.
Rufowa wieża działowa została zaprojektowana na podwyższeniu, aby podmuchy wystrzałów nie uszkodziły dwóch samolotów myśliwskich przewożonych na pokładzie rufowym.
Stępkę pod „Littorio” położono w stoczni koncernu Ansaldo w Genui 28 października 1934 roku. Wodowanie okrętu odbyło się 22 sierpnia 1937 roku, zaś ukończenie budowy nastąpiło 6 maja 1940 roku.

## Działalność operacyjna
W dniu włączenia się Włoch do działań wojskowych w II wojnie światowej (10 czerwca 1940 roku) „Littorio” i bliźniaczy „Vittorio Veneto” znajdowały się dopiero w trakcie prób morskich i zgrywania załóg. W tym czasie Regia Marina dysponowała jedynie dwoma w pełni gotowymi do działań pancernikami, stąd ostrożna postawa włoskiego admirała I. Campioniego w bitwie koło przylądka Stilo 9 lipca 1940 roku. Gdy oba nowe pancerniki były już w pełni gotowości bojowej, a do służby powróciły także po przebudowie dwie starsze jednostki typu Caio Duilio, marynarka włoska uzyskała lokalną przewagę nad Royal Navy w ciężkich okrętach, jednak nie potrafiła jej wykorzystać. W tym czasie „Littorio” wziął udział w trzech nieskutecznych akcjach przeciwko flocie brytyjskiej.
11 listopada 1940 roku flota brytyjska przeprowadziła atak lotniczy na port w Tarencie. W ramach operacji o kryptonimie Judgement samoloty torpedowe Fairey Swordfish, startujące z lotniskowca HMS „Illustrious” zaatakowały okręty włoskie stacjonujące w bazie Regia Marina w Tarencie i uszkodziły trzy pancerniki i dwa krążowniki za cenę dwóch zestrzelonych samolotów (dwóch lotników zginęło, dwóch zostało wziętych do niewoli). Littorio” został trafiony trzema torpedami, dwoma w prawą burtę oraz jedną w rufę, po czym osiadł na dnie basenu portowego z dziobem skrytym pod wodą. Na okręcie zginęło 32 członków załogi. Remont pancernika przeprowadzono na miejscu w Tarencie, trwał on do sierpnia 1941 roku.
Po ponownym wejściu do linii „Littorio” brał udział w akcji przeciwko brytyjskiemu konwojowi na Maltę 27 września 1941 roku (operacja Halberd). Do spotkania zespołów wrogich flot jednak nie doszło, konwój dotarł na Maltę atakowany jedynie przez lotnictwo i lekkie siły nawodne. Kolejną akcją bojową z udziałem „Littorio” była I bitwa pod Syrtą 17 grudnia 1941 roku, gdy zespół okrętów Regia Marina admirała Angelo Iachino, ubezpieczający konwój zmierzający do Bengazi, starł się z eskadrą Royal Navy dowodzoną przez kontradmirała Philipa Viana, eskortującą transportowiec „Breconshire” do Aleksandrii. W efekcie kilkunastominutowej wymiany ognia żadna ze stron nie odniosła większych szkód, a zespół włoski, pomimo dużej przewagi, nie podjął dalszej walki, koncentrując się na osłonie własnych transportowców.
Na początku stycznia 1942 roku „Littorio” ponownie ubezpieczał przeprowadzenie konwoju z zaopatrzeniem dla wojsk walczących w Libii. 22 marca 1942 roku miała miejsce II bitwa pod Syrtą. Tym razem przeciwko brytyjskiemu konwojowi z Aleksandrii na Maltę (eskortą ponownie dowodził Philip Vian) wyruszył z Tarentu i Mesyny silny zespół włoski, z „Littorio” jako okrętem flagowym admirała Iachino. W trakcie bitwy artyleria główna „Littorio” uszkodziła atakujące spoza zasłony dymnej brytyjskie niszczyciele HMS „Havock”, HMS „Kingston” i HMS „Lively”, jednak nadciągające ciemności (po doświadczeniach z bitwy koło przylądka Matapan Włosi obawiali się przewagi brytyjskich okrętów wyposażonych w radar) oraz zdecydowane działanie sił lekkich kontradmirała Viana zmusiły admirała Iachino do przerwania bitwy, pomimo zdecydowanej przewagi ogniowej okrętów włoskich. „Littorio” otrzymał w trakcie bitwy jedynie trafienia pociskami małego kalibru, które nie spowodowały większych szkód na jednostce.
Kolejną akcją z udziałem pancernika „Littorio” był atak na brytyjski konwój WM-11, który w dniach 11-13 czerwca 1942 roku wyruszył z portów w Hajfie, Port Saidzie i Aleksandrii z zadaniem dostarczenia zaopatrzenia na Maltę (operacja Vigorous). Po szybkim wykryciu konwoju przez lotnictwo 14 czerwca wypłynęła z Tarentu eskadra włoskich okrętów z pancernikami „Littorio” i „Vittorio Veneto” na czele. Zaatakowani przez lotnictwo sprzymierzonych Włosi stracili rankiem 15 czerwca ciężki krążownik „Trento”, trafiony torpedą w maszynownię i zatopiony kilka godzin później przez okręt podwodny HMS „Umbra” (typu U). Kolejny atak, przeprowadzony przez ciężkie bombowce B-24 Liberator, przyniósł uszkodzenie jednej z wież działowych „Littorio”. W toku następnych ataków pancernik otrzymał jeszcze trafienie torpedą lotniczą w część dziobową, które nie spowodowało jednak poważniejszych uszkodzeń i okręt zachował zdolność bojową. W efekcie zbyt dużego zagrożenia dla konwoju WM-11 dowodzący eskortą kontradmirał Vian zdecydował się na powrót do Aleksandrii. Operacja ta była dużym sukcesem floty włoskiej, która pomimo strat i bez bezpośredniego kontaktu z przeciwnikiem uniemożliwiła przeprowadzenie operacji konwojowej na Maltę.
Akcja z czerwca 1942 roku była już ostatnią operacją włoskiej floty liniowej. Unieruchomione przez brak paliwa i zagrożenie wynikające z alianckich nalotów okręty zostały przebazowane do portów północnych Włoch. Pomimo to w ciężkim nalocie na La Spezia 5 czerwca 1943 roku uszkodzone zostały wszystkie trzy będące w służbie pancerniki typu Littorio. Po inwazji Sprzymierzonych na Sycylii Włochy stanęły w obliczu klęski. 19 lipca 1943 roku Benito Mussolini spotkał się z Hitlerem, jednak nie uzyskał od niego żadnych konkretnych zapewnień o pomocy. W związku z tym, na posiedzeniu Wielkiej Rady Faszystowskiej w nocy z 24 na 25 lipca zapadła decyzja o odsunięciu od władzy Mussoliniego. Król Wiktor Emanuel III wyznaczył na stanowisko premiera marszałka Pietra Badoglia. Wydarzenia te stały się bezpośrednią przyczyną zmiany nazwy pancernika „Littorio”. Dotychczasowa nazwa pochodziła od starorzymskiego liktora, którego postać, wraz z symbolizującymi jego władzę rózgami liktorskimi (fascesem), była jednym z elementów propagandy faszyzmu. 30 lipca 1943 roku pancernik otrzymał nową nazwę: „Italia”.

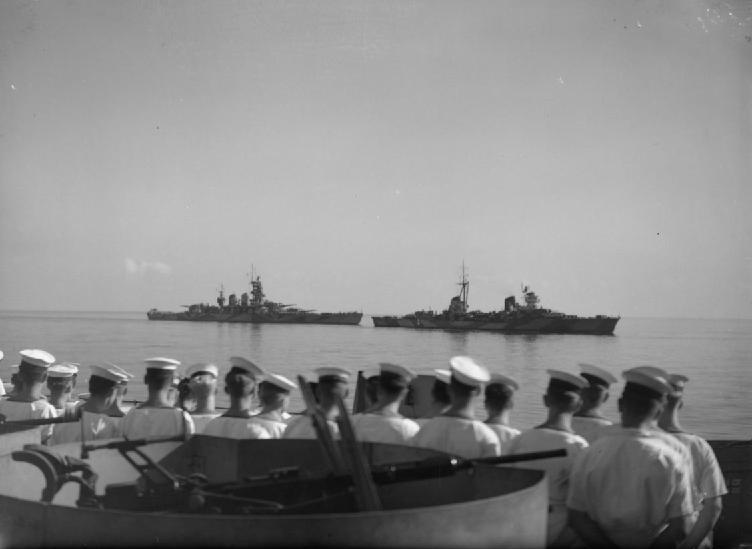
Włoskie okręty („Italia” jako drugi) płynące na Maltę, zdjęcie wykonane z pokładu pancernika HMS „Warspite”

Nowy rząd włoski podjął z Aliantami rozmowy o zawieszeniu broni. W ich efekcie 3 września 1943 roku w Cassibile na Sycylii gen. Giuseppe Castellano, jako przedstawiciel marszałka Badoglia i gen. Walter Bedell Smith ze strony Sprzymierzonych podpisali rozejm, ogłoszony publicznie przez obie strony wieczorem 8 września. Punkt czwarty warunków rozejmu przewidywał natychmiastowe przejście włoskich okrętów pod kontrolę Aliantów. Okręty pozostające dotychczas w bazie w La Spezia wyruszyły w rejs w stronę Malty rankiem 9 września, pod dowództwem adm. Bergaminiego na najnowszym pancerniku „Roma”. Gdy zespół adm. Bergaminiego znalazł się na wysokości wysepki Asinara w pobliżu Sardynii, został zaatakowany przez samoloty Luftwaffe z jednostki III/KG 100 z Istres. Każdy z 15 samolotów Dornier Do 217 był przystosowany do przenoszenia bomby kierowanej falami radiowymi Fritz X, a ich piloci specjalizowali się w atakach na cele morskie. W efekcie nalotu zatopiony został trafiony dwoma bombami pancernik „Roma”. „Italia” otrzymał trafienie w burtę, które spowodowało czasowe zablokowanie steru i zmniejszenie prędkości okrętu. Pomimo to pancernik pozostał w szyku i rano 10 września dotarł na miejsce spotkania z okrętami Sprzymierzonych, prowadzonymi przez pancernik HMS „Warspite”. Włoskie jednostki wpłynęły do portu w La Valetta 11 września i zostały poddane kontroli alianckiej. Wtedy to adm. Andrew Cunningham, dowodzący Flotą Śródziemnomorską, wysłał do Admiralicji swój historyczny sygnał: Z przyjemnością donoszę Ich Lordowskim Mościom, że włoska flota kotwiczy pod lufami dział twierdzy maltańskiej. Po południu „Italia” i „Vittorio Veneto” zostały przebazowane do Marsaxlokk na północy Malty. Ponieważ zbyt duża koncentracja dużych okrętów na Malcie stwarzała niebezpieczeństwo nalotów Luftwaffe, 14 września włoskie pancerniki zostały skierowane do Port Saidu, gdzie dotarły dwa dni później.
„Italia” pozostawał w internowaniu na Wielkim Jeziorze Gorzkim do lutego 1946. Na mocy traktatu pokojowego, podpisanego w Paryżu 10 lutego 1947 roku, pancernik został przyznany w ramach reparacji wojennych Stanom Zjednoczonym, jednak Amerykanie nie zamierzali przejmować zaniedbanego okrętu i pozostawili go we Włoszech pod warunkiem przekazania go na złom. Ostatecznie pancernik został złomowany w La Spezia w 1948 roku.